# الدولة الهيلينية (1941–1944)
الدولة الهيلينية (باليونانية: Ελληνική Πολιτεία, Elliniki Politeia) كانت حكومة يونانية متعاونة أثناء احتلال دول المحور لليونان في الحرب العالمية الثانية.